# Frie Grundskolers Fællesråd
Frie Grundskolers Fællesråd (forkortet FGF) var en interesseorganisation for den fri grundskole og fungerede som paraplyorganisation for seks tilsluttede selvstændige skoleforeninger, der samlet repræsenterede godt 240 skoler og ca. 60.000 elever. Fællesrådet lukkedes i sommeren 2009.
FGF bestod af:
- Danmarks Privatskoleforening
- Lilleskolerne
- Foreningen af Kristne Friskoler
- Foreningen af Katolske Skoler i Danmark
- Private Gymnasier og Studenterkurser
- Deutscher Schul- und Sprachverein für Nordschleswig (De tyske mindretalsskoler)

## Ekstern kilde/henvisning
- FGF's officielle hjemmeside Arkiveret 28. september 2007 hos  Wayback Machine